# 傅王露
傅王露（？—？），字晴溪，一字良木，号玉笥，又号阆林。浙江会稽人。清朝政治人物、探花。

## 生平
康熙五十四年（1715年）登乙未科進士一甲第三名（探花），授翰林院编修，后担任《浙江通志》总纂、雍正版《西湖志》主纂。康熙六十年（1721年）傅王露充任会试同考官。雍正七年（1729年）出任江西学政。历任詹事府、左中允左庶子，充武英殿纂修官。

## 著作
著有《玉笥山房集》、《晴溪诗钞》等。